# Werner Hagedorn (Mediziner)

Werner Hagedorn

Werner August Hagedorn (* 2. Juli 1831 in Westhausen bei Heiligenstadt; † 19. Juni 1894 in Magdeburg) war ein deutscher Chirurg.

## Leben
Hagedorn war Sohn eines Dorfschullehrers. Nach Gymnasialbesuch in Heiligenstadt studierte er von 1850 bis 1854 in Berlin Medizin.
1855 wurde er Assistenzarzt – anfangs internistisch – im Krankenhaus Magdeburg-Altstadt. Danach wechselte er zu dessen chirurgischer Klinik, die er, nachdem er zunächst unter Karl Fock gearbeitet hatte, von 1863 bis 1893 leitete. Als Zeitgenosse Listers führte er 1872 in Magdeburg die Antiseptik ein, die sich noch im selben Jahr durch Richard von Volkmann als dem Protagonisten dieser Methode der Wundbehandlung mit Phenol auch in Halle sowie deutschland- und europaweit durchgesetzt hat. Nach zähen Verhandlungen mit dem Magdeburger Magistrat wurde der Altstädtische Operationssaal als einer der ersten auf dem Kontinent Listers Vorstellungen entsprechend ausgestaltet. Dadurch wurden Operationen ermöglicht, die früher kaum möglich oder sogar tödlich waren.
Hagedorn erwarb besondere Erfahrungen bei plastischen Operationen der Lippen-Kiefer-Gaumenspalten und Gelenkoperationen. Der Hagedornsche Nadelhalter und die Trachealkanülen wurden von ihm konstruiert.

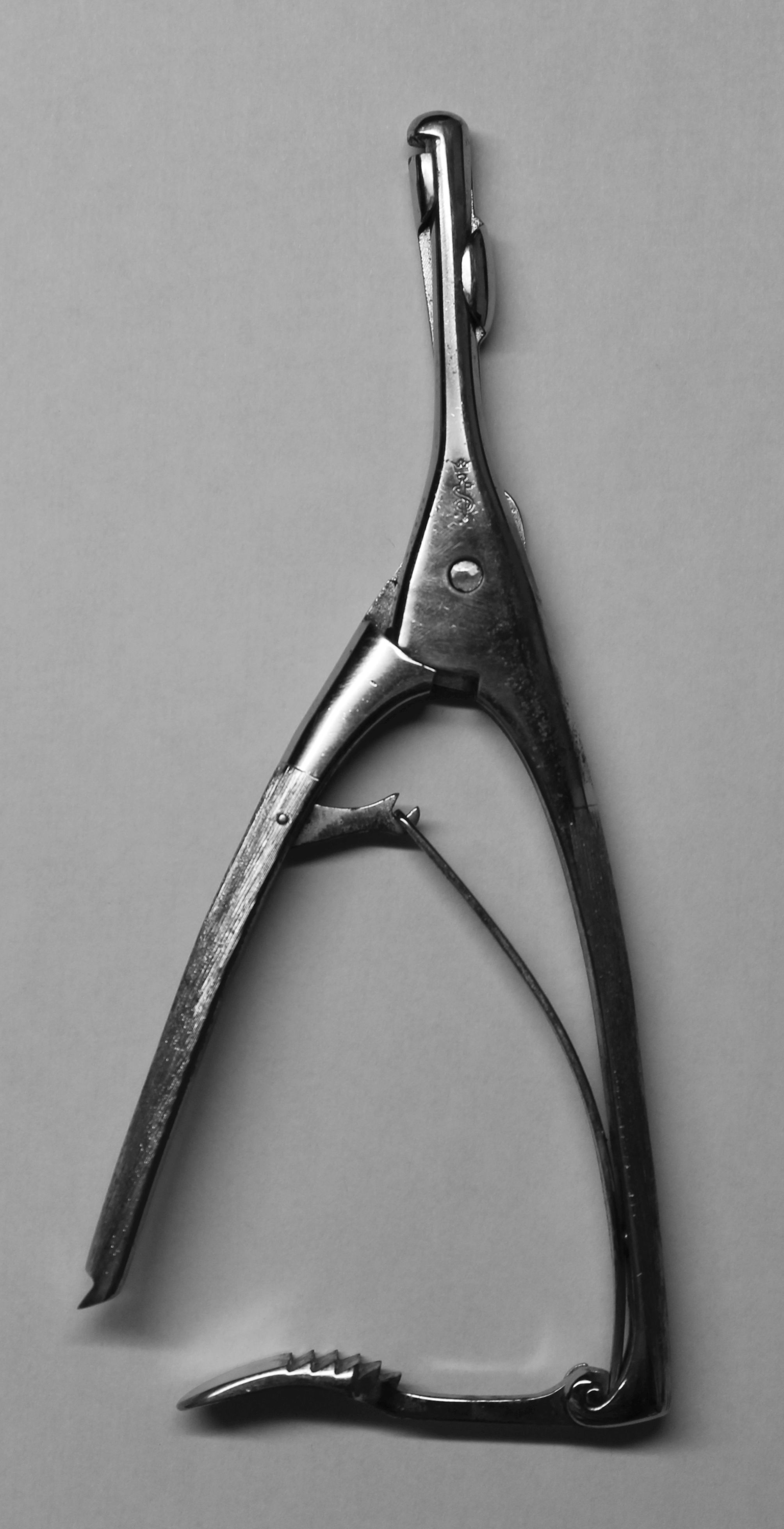
Nadelhalter nach Hagedorn (Aesculap AG)

## Ehrung
Eine Straße in der Nähe des Magdeburger Universitätsklinikums trägt seinen Namen (Hagedornstraße).